# Памятник товарищу Сухову
Памятник товарищу Сухову в Самаре установлен на набережной Волги между Некрасовским и Ленинградским спусками.

## История
Местом установки памятника главному герою фильма «Белое солнце пустыни» красноармейцу Фёдору Ивановичу Сухову неслучайно выбрана Самара — именно в этом городе жил товарищ Сухов. В фильме он произносит фразу 
Вот, доберусь до Волги, а там и до Самары рукой подать
С инициативой установки памятника впервые в 2006 г. выступил местный депутат городской думы Михаил Матвеев. На Некрасовской улице в Самаре, недалеко от которой установлен памятник, родился и жил Валентин Иванович Ежов — один из авторов сценария к этому фильму.
Памятник, созданный скульптором Константином Чернявским, имеет почти портретное сходство с актёром Анатолием Кузнецовым, блестяще сыгравшим товарища Сухова. Памятник изготовлен из бронзы почти в натуральную величину, отлит в Смоленске и весит 315 кг. Он установлен без пьедестала прямо на грунт. Памятник был создан за счёт финансирования общенациональной программой «В кругу семьи» для повышения туристической привлекательности города и передан Самаре в дар.
Открытие памятника состоялось 7 декабря 2012 г. при стечении большого количества людей. Анатолий Кузнецов из-за проблем со здоровьем не смог приехать на открытие памятника, но пообещал посетить Самару при первой возможности, а создатель образа Сухова Валентин Ежов ушёл из жизни ещё в 2004 г.
Предполагалось, что рядом с товарищем Суховым появятся памятники таможеннику Верещагину и Катерине Матвеевне — К. Чернявский планировал создать многофигурную композицию.